# Bandeira da União de Nações Sul-Americanas

Bandeira da Unasul.

A Bandeira da Unasul é um símbolo não-oficial da União de Nações Sul-Americanas. A bandeira consiste num retângulo azul sobre o qual se encontra uma série de linhas azuis, (de forma a lembrar um tornado), semelhante à forma da América do Sul. Em 2008, o então presidente do Peru, Alan García, propôs uma bandeira alternativa para a Unasul.

Bandeira proposta por Alan García